# 南機場夜市
南機場夜市是位於台灣台北市中正區中華路二段的小型夜市。

## 歷史
南機場攤販集中場於民國75年2月3日設立。其名稱緣由為在臺北松山機場未建好前，此處是當時的飛機起降之地，故名「南機場」，日治時代就有此稱號。因南機場興建多處國宅社區供中華民國國軍眷屬居住，也造成此地特有的人文景觀。後來由於來往此地的人口眾多，各式小吃攤商聚集，漸漸發展成十分活絡的南機場夜市。
南機場夜市商家主要位於中正區「南機場公寓第一期」，雖名為「夜市」，但早上、下午、晚上皆有不同的攤販，其特色為便宜實惠，為台北市難得的平價美食。隨著台北市其他夜市有大量的觀光客，南機場夜市以附近居民消費居多。近期因媒體報導，也吸引許多外地消費者。不像其他觀光夜市，南機場主要都非連鎖型的攤販，而且以吃的攤販居多。
較知名的報導有CNN介紹肉圓、米其林指南推薦燒餅、臭豆腐、潤餅和麻油雞等。

## 外部連結
- 南機場夜市  臺北旅遊網（页面存档备份，存于）
- 臺北市市場處機關入口網-南機場攤販集中場（俗稱南機場夜市） （页面存档备份，存于）